# بالحاف

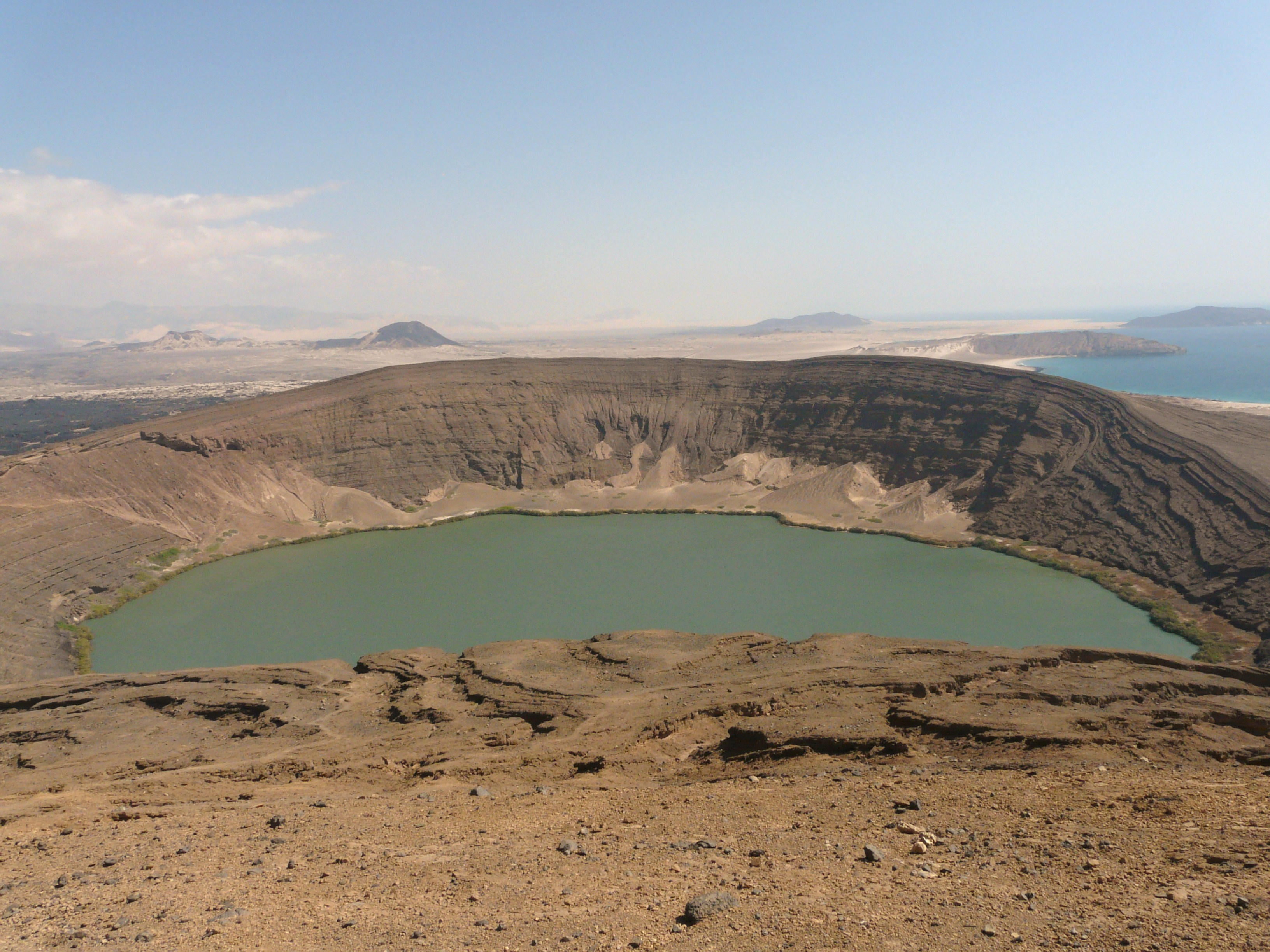
فوهة بركانية في بئر علي تعرف باسم بحيرة شوران

بلحاف منطقة ساحلية تقع في مديرية رضوم بمحافظة شبوة على بحر العرب.
أقيمت مؤخراً في بلحاف محطة لتسييل الغاز الطبيعي المستخرج من مأرب تمهيداً لتصديره إلى الأسواق الأميركية والآسيوية.

## عام
تتبع بلحاف محافظة شبوة، وتقع على بعد 150 كم من المكلا عاصمة حضرموت, و130 كم من عتق عاصمة شبوة. ظلت بلحاف منطقة معزولة عن الكثير من الخدمات وحتى الأساسية منها، ولكن بعد مشروع إنشاء الشركة اليمنية للغاز الطبيعي المسال أصبحت ذات أهمية اقتصادية كبرى، حيث كانت مقطونة بالصيادين فقط.
تتميز بلحاف بساحل هادئ الأمواج نسبياً وبتضاريس بركانية وصحراوية. وبالقرب منها منطقة بئر علي الشهيرة بالفوهات البركانية الميتة حيث في إحداها كمية من المياة محبوسة داخلها الأمر الذي صنع منها بحيرة صغيرة وتسمى شوران.الظاهرة في الصورة